# Мальцев, Александр Феликисимович
 Александр Феликисимович (Феликсович) Мальцев  (26 марта (7 апреля) 1855, Тотемский уезд Вологодской губернии — 26 ноября 1926, Полтава) — русский медик-невропатолог и психиатр. Доктор медицины. Директор Полтавской Психиатрической больницы, редактор «Трудов Полтавской архивной комиссии», действительный статский советник.

## Биография
Родился 26 марта 1855 года в Вологодской губернии. В 1878 году, студентом 4-го курса А. Ф. Мальцев в качестве «зауряд-врача» работал в тифозных госпиталях Петербурга и принял участие в борьбе с эпидемией чумы в Саратовской губернии. В 1880 окончил Петербургскую медико-хирургическую академию. В том же 1880 году по завершении курса обучения А. Ф. Мальцев был определен на должность заведующего отделением для душевнобольных Вологодской губернской земской больницы.
Год спустя, «выдержал словесный практический экзамен на степень доктора медицины», получив тем самым право на защиту докторской диссертации. В течение 1884-85 г.г. он находился в научной командировке при клинике проф. И. П. Мержеевского. В 1886 — ординатор психиатрической клиники окружной казанской лечебницы при Казанском университете, был ассистентом профессора В. М. Бехтерева.
В середине 1886 г. назначен директором Полтавской психиатрической больницы. В 1892 г. был инициатором и строителем храма Знамения Пресвятой Богородицы при Психиатрической больнице. Помимо деятельности в области земской психиатрии, Мальцев принимал участие в делах разных учреждений. В 1893 г. по его ходатайству открыта школа для детей прислуги Полтавского богоугодного заведения, где он состоит и попечителем.
С 1893 г. состоял членом Полтавского уездного отделения Епархиального училищного совета, а в 1912 г. утвержден почетным членом этого отделения, с 1905 г. состоял членом Комитета Полтавского Св. Макарьевского братства. 2 мая 1902 года в Петербурге защитил диссертацию «История и настоящее состояние душевнобольных в Полтавской губернии». Её цензорами и официальными оппонентами были академик В. М. Бехтерев, профессор Г. Г. Скориченко и приват-доцент Р.Я Розенбах. С 1906 г. состоял сверхштатным членом Епархиального училищного Совета, а в 1911 г. утвержден постоянным членом Епархиального училищного совета.
С 1907 г. состоял товарищем председателя Полтавской Ученой Архивной Комиссии, а с 1911 г. её почетным членом. Автор учебников по психиатрии и фармакологии. Участвовал в работе Полтавской ученой архивной комиссии. В течение 1886—1917 гг издавал годовые отчеты больницы. Умер в Полтаве в 1926 году.

## Избранные работы
- Очерк призрения душевнобольных в Вологодской губ. Вестн. клинич. и судеб. психиатрия 1884, т. III, вып. 1.
- О работах душевнобольных Полтавской губ. земской психиатрической больницы (с 1886 по 1887 г.) отд. брошюра.
- Соображения о необходимости устройства выселка (колонии) для душевнобольных Полтав. губ. 1890
- К вопросу об устройстве выселка (колонии) для душевнобольных в Полтавской губ. Полтава 1894 г.
- О семейном призрении душевнобольных, отд. брошюра.
- Таблицы движения душевнобольных с указанием расходов на их призрение и больничное строительство по годам со времени принятия их в ведение Полтавского Приказа общественного призрения 1 июля 1803. 1 изд. в 1901, 2 изд. в 1910 г.
- История и настоящее состояние призрения душевнобольных в Полтавской губ. XVII — 580 стр. с чертежами, 1902 г. Докторская диссертация.
- Ближайшие задачи земства в деле лечения и призрения душевнобольных в Полтаве. губ. 1903 г.
- Обозрение санитарных условий и врачебного дела в Полтавской губернии за первое столетие её существования с 1802—1902 г. Доклад 5 съезду врачей Полтавской губ. Отдельная брошюра.
- Доклад по вопросам призрения душевнобольных см. труды 5 съезда врачей Полтав. губ.
- Об уничтожении платы за лечение и призрение душевнобольных 5 съезду врачей Полтав. губ. (Труды съезда и отдельно).
- О децентрализации психиатрической помощи вообще и для Полтавской губ. в частности. «Обозр. Психиатрии».
- Ещё об организации лечения и призрения душевнобольных в Полтавск. губ.
- Земское хозяйство по призрению душевнобольных в Полтавской губ. Краткий обзор деятельности земства с 1865—1909 г. К южнорусской областной выставке в Екатеринославе 1910 г.
- О малорусских шпиталях. Труды Полт. арх. комиссии, вып. 4.
- По поводу двух документов конца XVIII и начала XIX в. о вознаграждении духовенства за требоисправление, там же, вып. 3-й.
- Св. Ефрем Переяславский, строитель первых больниц в России, с изображением святителя. Там же вып. I. «Миссионер. Обозрение» 1907 г. 5 и отдельно.
- Нравственный уроки из жизни Киево-Печерских подвижников. Киев. Издание Киево-Печерской Лавры.
- Материалы по истории призрения душевнобольных в южной Руси. Отдельные статьи, помещавшиеся в «Обозрении Психиатрии» и проч. 1903. № 1-6 (основание благотворительности, распространение помешательства и взгляд на этот недуг в др. Руси, монастырские и приходские больницы, братства, шпитали, роль монастырей в призрении душевнобольных etc.
- Учебник психиатрии для фельдшеров и фельдшериц и учащихся.*
- Фармакология — для помощн. врачей и учащихся 142 — XIII
- К организации лечения и призрения душевнобольных в России. Труды 3 съезда Отечеств. психиатрии